# Przelew transgraniczny
Przelew transgraniczny – oznacza operację przeprowadzoną z inicjatywy nadawcy za pośrednictwem banku w jednym państwie członkowskim, w celu udostępnienia określonej kwoty pieniężnej beneficjentowi w banku na terytorium innego kraju członkowskiego.